# Karl Friedrich Mohr

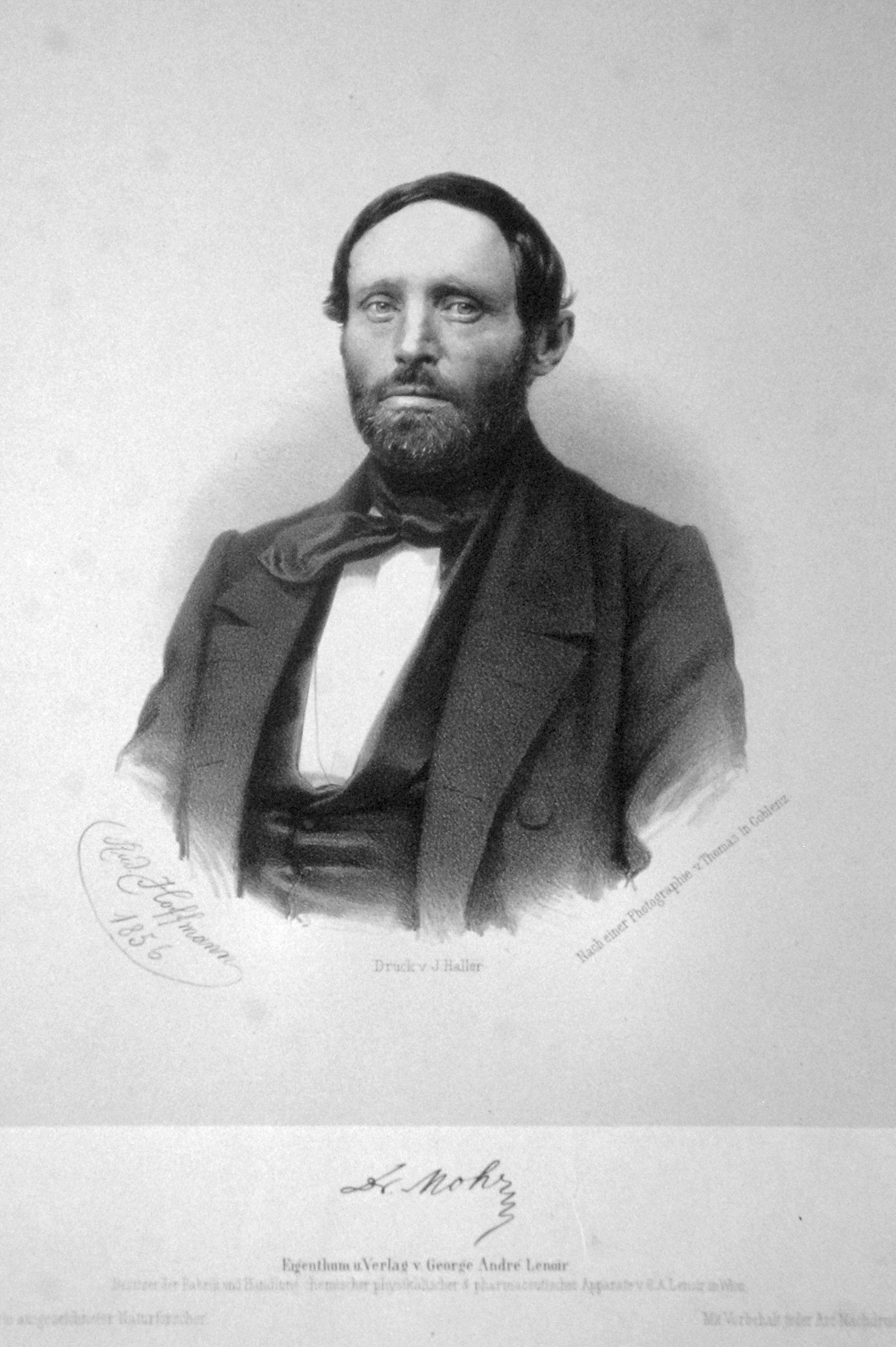
Karl Friedrich Mohr, Lithographie von Rudolf Hoffmann, 1856

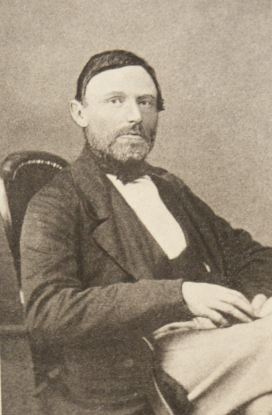
Karl Friedrich Mohr

Karl Friedrich Mohr, auch Carl Friedrich Mohr, genannt Friedrich Mohr, (* 4. November 1806 in Koblenz; † 28. September 1879 in Bonn) war ein deutscher Naturwissenschaftler, Pharmazeut und Chemiker, der sich insbesondere im Bereich der Maßanalyse verdient gemacht hat.

## Leben und Beruf
Mohr studierte zunächst drei Semester Botanik, Chemie und Mineralogie an der Friedrich-Wilhelms-Universität Bonn. Anschließend absolvierte er eine Apothekerlehre im väterlichen Betrieb. 1828 immatrikulierte er sich als Student der Pharmazie an der Ruprecht-Karls-Universität Heidelberg, wo er vor allem die Vorlesungen von Leopold Gmelin hörte. 1831 wechselte er nach Berlin um bei Heinrich Rose zu studieren, ging wegen der dort grassierenden Cholera jedoch bald wieder nach Heidelberg zurück, wo er 1832 zum Dr. phil. promoviert wurde. Anschließend kehrte er in die „Mohren-Apotheke“ zurück, deren Leitung er 1841 nach dem Tod des Vaters übernahm.
Während dieser Zeit war er in vielen Bereichen des politischen und wirtschaftlichen Lebens von Koblenz aktiv. So war er 1835 Mitbegründer des Gewerbevereins und auch dessen erster Vorsitzender. Er war unter anderem Mitglied des Stadtrats und wurde 1849 in das Preußische Abgeordnetenhaus gewählt. 1852 berief ihn der Oberbürgermeister der Stadt Koblenz in eine Kommission zur Einrichtung einer Gewerbeschule, die 1855 im Krämerzunfthaus eröffnet wurde und aus der das heutige Eichendorff-Gymnasium hervorging.
Nach dem Verkauf der Apotheke trat er 1857 als Gesellschafter in die chemische Fabrik „Friedrich Nienhaus & Comp.“ seines Schwiegersohnes ein. Im selben Jahr zog er auf ein neu erworbenes Landgut in Metternich. Bei der Liquidation der Fabrik (1864) verlor er große Teile seines Vermögens. Im selben Jahr habilitierte er sich in Berlin und dann nochmals in Bonn, wo er seine Antrittsrede frei hielt. Er wurde zunächst Dozent, ab 1867 dann außerordentlicher Professor für Pharmazie an der Friedrich-Wilhelms-Universität Bonn. 1879 starb Mohr an einer Lungenentzündung, die Beisetzung erfolgte auf dem Alten Friedhof in Bonn.
1914 wurde ihm ein Denkmal auf dem Kaiser-Wilhelm-Ring (heute Friedrich-Ebert-Ring) errichtet, dessen erhaltene Büste zwischenzeitlich auf einem neuen Sockel vor dem Eingang des Eichendorff-Gymnasiums in Koblenz und seit Oktober 2022 wieder auf dem Friedrich-Ebert-Ring steht.

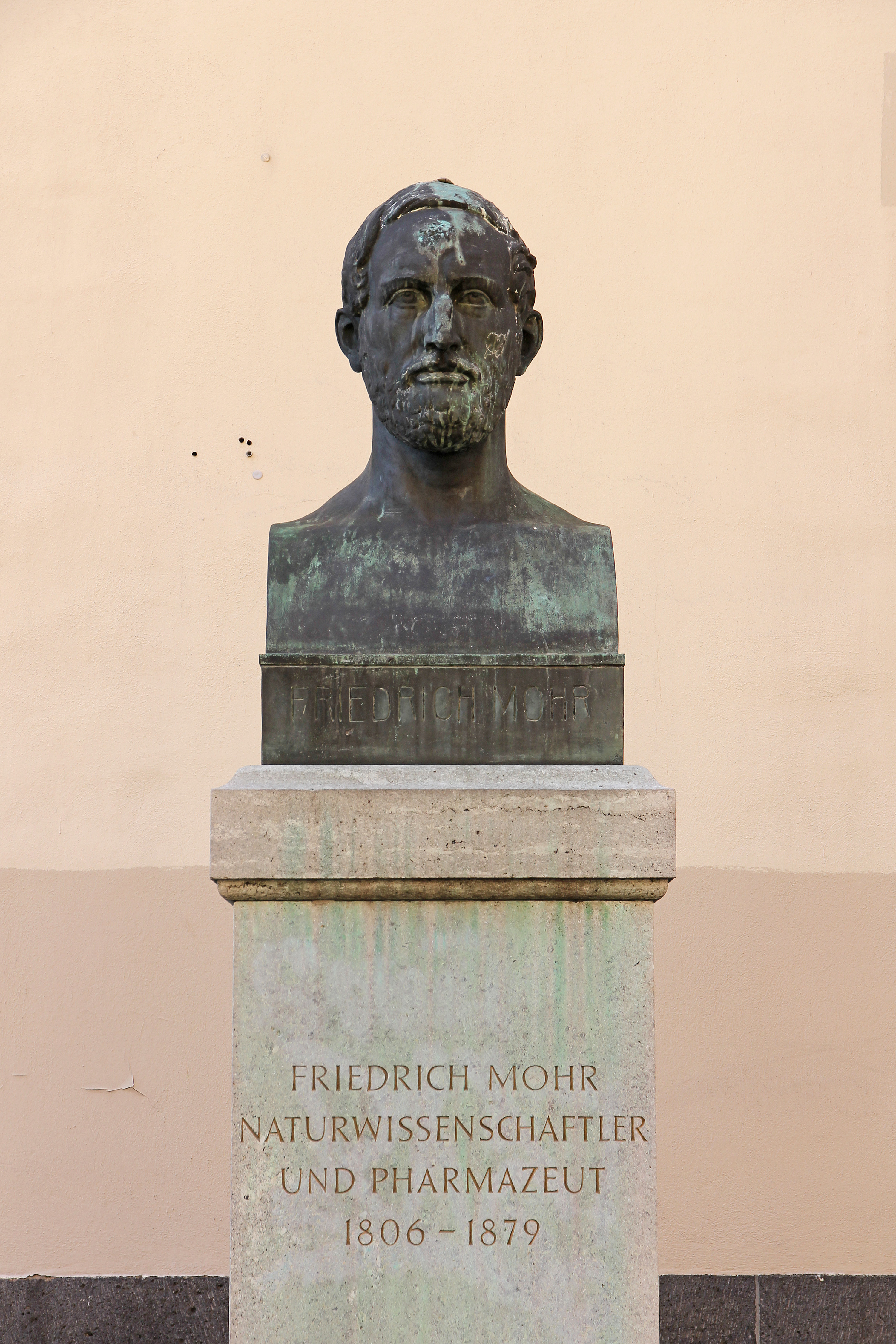
Büste Karl Friedrich Mohrs vor dem Eichendorff-Gymnasium in Koblenz

Auf Mohr geht die Titrationsmethode nach Mohr zurück, siehe Titration nach Mohr. Außerdem entwickelte er einige Laborapparaturen wie z. B. die Quetschhahnbürette und die Mohr-Westphalsche Waage und erfand den Korkbohrer und die Messpipette. Nach Mohr wurde das besonders oxidationsresistente Ammoniumeisen(II)sulfat (Mohr’sches Salz) benannt.

## Werke
- Ansichten über die Natur der Wärme. Ann. der Pharm., 24, S. 141–147; 1837.
- Commentar zur Preußischen Pharmacopoe nebst Übersetzung des Textes : nach der 6. Aufl. der Pharmacopoea Borussica bearbeitet ; für Apotheker, Aerzte und Medicinal-Beamte. – Braunschweig : Vieweg, 1848. 2 Bände (1) – (2) – Digitalisierte Ausgabe der Universitäts- und Landesbibliothek Düsseldorf.
- Commentar zur preussischen Pharmacopoe nebst Übersetzung des Textes : nach der sechsten Auflage der Pharmacopoea Borussica ; für Apotheker, Ärzte und Medicinal-Beamte. 2. verm. u. verb. Aufl. in zwei Bänden. Vieweg, Braunschweig 1854 (Digitalisierte Ausgabe der Universitäts- und Landesbibliothek Düsseldorf).
- Lehrbuch der chemisch-analytischen Titrirmethode. 1855, zahlreiche weitere Auflagen.
- Lehrbuch der chemisch-analytischen Titriermethode : für Chemiker, Ärzte u. Pharmaceuten, Berg- und Hüttenmänner, Fabrikanten, Agronomen, Metallurgen, Münzbeamte etc. ; nach eigenen Versuchen und systematisch dargestellt. Vieweg, Braunschweig 3. Aufl. 1870. Digitalisierte Ausgabe der Universitäts- und Landesbibliothek Düsseldorf
- Commentar und erklärendes Wörter-Buch zu allen Pharmacopöen (Austriaca, Bavarica, Borussica, Saxonica etc.) : ein unentbehrliches Hülfsbuch für Ärzte und Apotheker, so wie für Studirende der Medicin und Pharmacie zum richtigen Verständniss jeder Landes-Pharmacopöe. Polet, Leipzig 2. Aufl. 1859 Digitalisierte Ausgabe der Universitäts- und Landesbibliothek Düsseldorf
- Lehrbuch der pharmaceutischen Technik : nach eigenen Erfahrungen ; für Apotheker, Chemiker, chemische Fabrikanten und Medicinal-Beamte. Vieweg, 3. Aufl. Braunschweig 1866 Digitalisierte Ausgabe der Universitäts- und Landesbibliothek Düsseldorf
  - 3. Aufl. Vieweg, Braunschweig 1870 Digitalisierte Ausgabe.
- Geschichte der Erde, eine Geologie auf neuer Grundlage. 1866.
- Chemische Toxicologie: Anleitung zur chemischen Ermittlung der Gifte. (Nachdr. der Ausg. Braunschweig, Vieweg, 1874), Saarbrücken: VDM, Müller, 2006, ISBN 3-86550-923-1.

## Ehrungen
- 1914: Friedrich-Mohr-Denkmal in Koblenz
- Benennung der Friedrich-Mohr-Straße am 13. März 1958 in Koblenz-Lützel